# The Greatest Hits, So Far
The Greatest Hits, So Far è un album raccolta dei Public Image Ltd., pubblicato nel 1990.

## Tracce
1. Public Image (da First Issue)
2. Death Disco (7" mix of the track da Metal Box)
3. Memories (da Metal Box)
4. Careering (da Metal Box)
5. Flowers of Romance (da The Flowers of Romance)
6. This Is Not a Love Song (da This Is What You Want... This Is What You Get)
7. Rise (new remix of the track da Album)
8. Home (da Album)
9. Seattle (da Happy?)
10. The Body (extended version of the track da Happy?)
11. Rules and Regulations (da Happy?)
12. Disappointed (extended version of the track da 9)
13. Warrior (remixed version of the track da 9)
14. Don't Ask Me (new track, also released as a single)